# دانيال بينيا (روائي)
دانيال بينيا (بالإنجليزية: Daniel Peña)‏ (9 فبراير 1988، أوستن في الولايات المتحدة)؛ روائي مكسيكي-أمريكي.